# Song Dong-hwan
Song Dong-hwan (* 4. Februar 1980 in Seoul) ist ein ehemaliger südkoreanischer Eishockeyspieler, der mit Anyang Halla zweimal die Asia League Ice Hockey gewinnen konnte.

## Karriere
Song Dong-hwan begann seine Karriere als Eishockeyspieler in der Mannschaft der Kyungbock Highschool. Als 18-Jähriger wechselte er aufgrund seines Studiums für vier Jahre zur Mannschaft der Korea University. Nachdem er die Spielzeit 2002/03 bei Dong Won in der südkoreanischen Liga verbracht hatte, wechselte er zu Anyang Halla in die Asia League Ice Hockey, wo er – unterbrochen durch seinen Wehrdienst von 2006 bis 2008 – bis 2011 spielte. 2006 wurde er als Torschützenkönig auch zum besten Stürmer der Liga gewählt. 2009 und 2010 gewann er mit Anyang Halla den südkoreanischen Eishockeypokal. 2010 und 2011 konnte er mit seiner Mannschaft die Asia League gewinnen. Nach diesen Erfolgen zog es ihn nach Japan, wo er für den Ligakonkurrenten Nikkō IceBucks spielte. Doch bereits nach einer Spielzeit kehrte er 2012 nach Südkorea zurück und spielte fortan bis zu seinem Karriereende 2016 für High1 in der Asia League. Mit dem Team aus Chuncheon gewann er im Dezember 2012 den Südkoreanischen Eishockeypokal, wozu er als wertvollster Spieler maßgeblich beitrug.

### International
Song Dong-hwan nahm für Südkorea 1996, 1997 und 1998 an den U18-Meisterschaften Asiens und Ozeaniens teil. Dabei war er 1997 und 1998 Topscorer und wurde 1997 auch zum besten Spieler des Turniers gewählt. 1998 gewann er mit Südkorea die Meisterschaft und erzielte dabei beim 92:0-Erfolg gegen Thailand alleine 33 Tore.
Mit der Herren-Nationalmannschaft spielte er zunächst bei den C-Weltmeisterschaften 1999 und 2000. Nach der Umstellung auf das heutige Divisionensystem spielte er 2002, 2004, 2010 und 2011 in der Division I. Nach zwischenzeitlichen Abstiegen stand er 2003 und 2009 in der Division II auf dem Eis, wobei jeweils der Wiederaufstieg in die Division I gelang.
Bei den Winter-Asienspielen 2011 gewann er mit der südkoreanischen Mannschaft hinter Kasachstan und Japan die Bronzemedaille.

## Erfolge und Auszeichnungen
- 1997 Topscorer und bester Stürmer bei der U18-Meisterschaft Asiens und Ozeaniens
- 1998 Gewinn der U18-Meisterschaft Asiens und Ozeaniens
- 1998 Topscorer bei der U18-Meisterschaft Asiens und Ozeaniens
- 2003 Aufstieg in die Division I bei der Weltmeisterschaft der Division II, Gruppe A
- 2003 Torschützenkönig bei der Weltmeisterschaft der Division II, Gruppe A
- 2006 Torschützenkönig und bester Stürmer der Asia League Ice Hockey
- 2009 Gewinn des südkoreanischen Eishockeypokals mit Anyang Halla
- 2009 Aufstieg in die Division I bei der Weltmeisterschaft der Division II, Gruppe B
- 2010 Gewinn der Asia League Ice Hockey und des südkoreanischen Eishockeypokals mit Anyang Halla
- 2011 Gewinn der Asia League Ice Hockey mit Anyang Halla
- 2011 Bronzemedaille bei den Winter-Asienspielen 2011
- 2012 Gewinn des südkoreanischen Eishockeypokals mit High1
- 2012 Wertvollster Spieler des südkoreanischen Eishockeypokals

## Asia-League-Statistik
(Stand: Ende der Saison 2015/16)